# Kirchgasse 2 (Coburg)

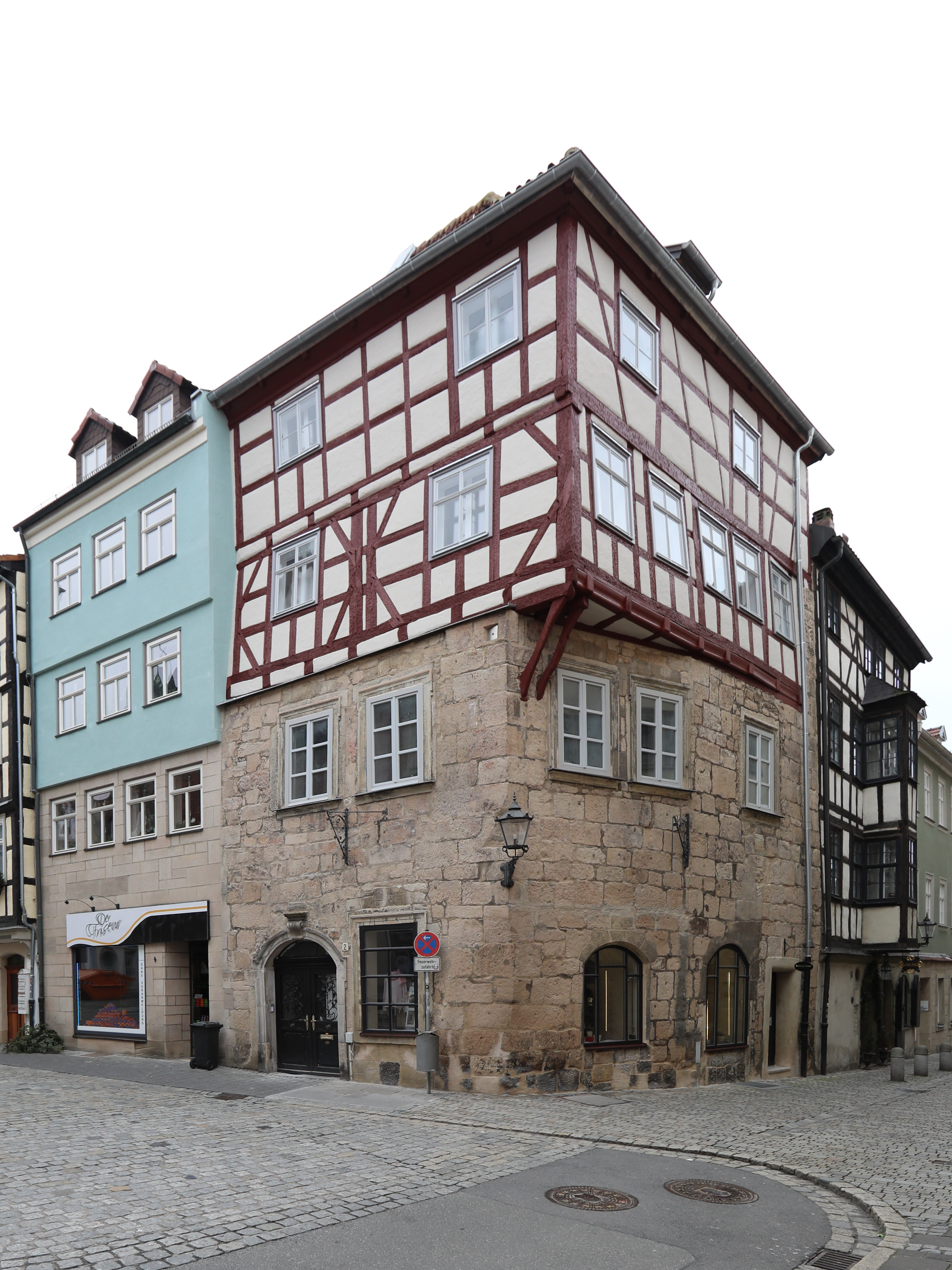
Ecke Kirchgasse und Steingasse in Coburg

Das Wohn- und Geschäftshaus Kirchgasse 2 in Coburg befindet sich zwischen dem Marktplatz und dem Kirchhof in einem der ältesten Stadtquartiere. Das denkmalgeschützte viergeschossige, zur Kirchgasse traufständige Walmdacheckgebäude, in dem meist Handwerkerfamilien wohnten, stammt aus dem 14. Jahrhundert.

## Geschichte
Das Haus Kirchgasse 2 und das Nachbarhaus Kirchgasse 4, das 1962 nach einem Brand abgebrochen wurde, waren ursprünglich ein Doppelhaus. Dendrochronologisch wurde der Dachstuhl von Kirchgasse 2 auf das Jahr 1384/1385 datiert. Im Jahr 1399 erschien es erstmals im Stadtbuch. Der Maler Lucas Cranach der Ältere soll von 1508 bis 1511 hier gelebt haben. Meistens wohnten Handwerkerfamilien in dem Gebäude, dessen Erdgeschoss als Werkstatt und Laden genutzt wurde. Das erste Obergeschoss diente als Einraumwohnung mit Küche, das zweite Obergeschoss und das Dach als Speicher.
Im 18. Jahrhundert erfolgte eine Aufstockung durch den Ausbau des Daches mit einem weiteren Fachwerkgeschoss. Im gleichen Zeitraum wurde das zweiflügelige stichbogige Eingangsportal mit Profilrahmen und einem konsolförmigen Volutenkeilstein neu gestaltet. 1882 ließ der Schlossermeister Ferdinand Schilling im Erdgeschoss einen Laden einbauen, dessen Eingangstür das mittlere der vorher drei Fenster an der Steingasse ersetzte. Im Jahr 1925 wurde das rechte Fenster an der Steingasse in eine weitere Hauseingangstür umgebaut und 1952 wurden die Sandstein- und Fachwerkfassade freigelegt. 2018 folgte eine Instandsetzung des turmartigen Gebäudes. Dabei wurde insbesondere der Dachstuhl statisch gesichert und das Dach mit historischen, nur bis etwa 1890 im Ziegelwerk Esbach produzierten, Coburger Rinnenziegeln neu gedeckt.

## Architektur
Der unterkellerte und mit zwei Steingeschossen versehene, spätgotische Sandsteinquaderbau besaß ursprünglich ein alemannisches Fachwerkobergeschoss und einen aufgesetzten Satteldachstuhl. Der Steinquadersockel besteht aus genau bearbeiteten, aber unregelmäßig versetzten Quadern. Die Fenster im ersten Obergeschoss, zwei zur Kirchgasse und zwei zur Steingasse, sind unregelmäßig angeordnet.
Im zweiten Drittel des 18. Jahrhunderts wurde das mittelalterliche Dachtragwerk zu einem Frackdach durch zwei Fachwerkobergeschosse im vorderen Bereich barock überformt. Dabei entstanden Schäden und Verformungen am Dachstuhl. Die ziegelgedeckte Dachkonstruktion ist nach Osten und Westen ein Steildach mit rund 60 Grad Neigung, das eine nach Norden abfallende Walmfläche hat. Sie hat eine Spannweite von etwa 10,2 Meter, eine Länge von 7,0 Meter und eine Höhe von 9,2 Meter.
Die Fassade der beiden unteren Geschosse ist schräg zur Steingasse und folgt wohl dem mittelalterlichen Straßenverlauf, während die später aufgesetzten Fachwerkobergeschosse der geraden Bauflucht des 18. Jahrhunderts angepasst sind. Die unterschiedliche Ausführung der beiden Fachwerkgeschosse in Art und Neigungswinkel deutet auf zwei Bauabschnitte hin. Während das Fachwerk im zweiten Obergeschoss auf der Ostseite stehende Mannfiguren im Wechsel von schmaleren und stärkeren Ständern verwendet, bestimmen im dritten Obergeschoss nahezu quadratische Gefache die Struktur. Das direkt auf der Mauerkrone ruhende Fachwerk wird an abgeschrägten Nordostecke durch zwei Knaggen gestützt.
Im Inneren des Hauses ist ein quadratischer Keller mit Tonnengewölbe, eine Rauchküche sowie im ersten Obergeschoss eine Stuckdecke erhalten.